# 1998 DK36
1998 DK36 är en jordnära asteroid i huvudbältet som upptäcktes den 23 februari 1998 av den amerikanske astronomen David J. Tholen vid Kitt Peak-observatoriet.
Den tillhör asteroidgruppen Atira.